# Ivan VIII. Paleolog
Ivan VIII. Paleolog (grč. Ἰωάννης Παλαıολόγος, Iōánnēs Palaiológos) (Carigrad, 18. prosinca 1392. – Carigrad, 31. listopada 1448.), bizantski car od 1425. do 1448. godine.
Bio je sin cara Manuela II. i carice Jelene Dragaš. U trenutku preuzimanja carske krune nekada moćno Bizantsko Carstvo bilo je već odavno svedeno tek na prijestolnicu Carigrad i njegovu okolicu. Preostalim djelićima Carstva na Mramornom moru i Peloponezu upravljala su njegova braća kao samostalni vladari. Carstvo je bilo raskomadano i oslabljeno te gospodarski i novčano uništeno. Jedina svijetla točka bilo je bizantsko osvajanje čitavog Peloponeza i uništenje francuskih državica na njemu.
Pritisnut osmanskom opašnošću pokušao je poput svoga djeda, cara Ivana V. (1341. – 1391.) i oca Manuela II. (1391. – 1425.), postići crkvenu uniju između rimokatolika i pravoslavaca kako bi ishodio vojnu i novčanu pomoć Zapada. Kao prijestolonasljednik obišao je mnoge zapadne dvorove u potrazi za pomoći te je, kao car, stigao 1438. godine u Ferraru u pratnji svoga brata Demetrija, patrijarha Josipa, nekoliko metropolita i episkopa, gdje je 9. travnja otvoren koncil koji je, kao i onaj u Firenci trajao veoma dugo i uz brojne razmirice i svađe. Tek je 6. srpnja 1439. godine proglašena crkvena unija u firentinskoj katedrali. Unatoč tome što je car priznao papinski primat, pomoć nije stigla.
Uspjesi erdeljskog vojvode Ivana Hunjadija u borbi protiv Turaka ponukali su rimskog papu da pozove europske narode u križarski rat te se uskoro u Ugarskoj okupila vojska od 25.000 boraca pod vodstvom kralja Vladislava I. Jagelovića, Hunjadija i srpskog despota Đurđa Brankovića. Isprva je kršćanska vojska imala dosta uspjeha u ratu, što je prisililo sultana Murata II. da se dogovori sa svojim protivnicima i sklopi primirje u trajanju od deset godina. Međutim, rimska kurija je zahtijevala nastavak ratovanja te je oslobodila kralja prisege i u očekivanju pomoći mletačke flote, pozvala u napad na osmanske snage. Međutim, mletačko brodovlje nije uspjelo zaustaviti nadiranje turske vojske te je kod Varne došlo do presudnog boja, dana 10. studenog 1444. godine, u kojem je kršćanska vojska teško poražena u bitci, što je zapečatilo sudbinu Carigrada.
Unatoč katastrofalnom porazu kršćanske vojska sa Zapada, despot Konstantin nastavio je vojnu kampanju u središnjoj Grčkoj, gdje je poharao Beociju i proširio svoju vlast na Fokidu i ostalu Grčku sve do Pinda. No, uskoro je stigao osmanski odgovor kada je Murat II. upao s velikom vojskom u Grčku 1446. godine te opustošio Moreju i odveo za sobom 60.000 zarobljenika.
Car Ivan VIII. umro je 1448. godine bez muških potomaka, a jer je i Teodor već bio mrtav, na prijestolju ga je naslijedio mlađi brat Konstantin XI. Paleolog.